# Al-Watan
Al-Watan (arabisch الوطن, DMG al-Waṭan ‚die Heimat‘) ist eine führende Tageszeitung in Saudi-Arabien. Sie versteht sich als reformorientiert und westlichen Positionen nahestehend. International wurde sie bekannt, als ihr Direktor Jamal Khashoggi wegen scharfer Kritik an islamischen Religionsgelehrten, darunter Ibn Taimiya, seines Postens enthoben wurde.
Die Zeitung gilt als regierungsnah und nicht-religiös. Sie sorgt in Saudi-Arabien immer wieder für Aufsehen, indem sie islamische Autoritäten und die Mutawwa kritisiert, so auch 2004 den Großmufti Abd al-Aziz bin Abdullah Al asch-Schaich. Die Mutawwa in Saudi-Arabien kritisierte in ihrem Internetportal die Zeitung des Öfteren und „widerlegte“ ihre Artikel.
Islamisten sollen in der Vergangenheit zum Mord an Redakteuren aufgerufen haben. Die Zeitung und ihre Redakteure wurden aus islamistischen Kreisen als „Ungläubige“ tituliert.
Ein muslimischer Kleriker des offiziellen Gelehrtenrates in Riad erklärte, es sei eine „Sünde“, Al-Watan zu kaufen. Die Zeitung wird vom saudischen Staat finanziell unterstützt. Saleh al-Shehi, bekannt für seine Kolumnen in Al-Watan, wurde im Februar 2018 wegen Beleidigung staatlicher Institutionen („insulting the royal court“) zu fünf Jahren Haft verurteilt.